# Torgon

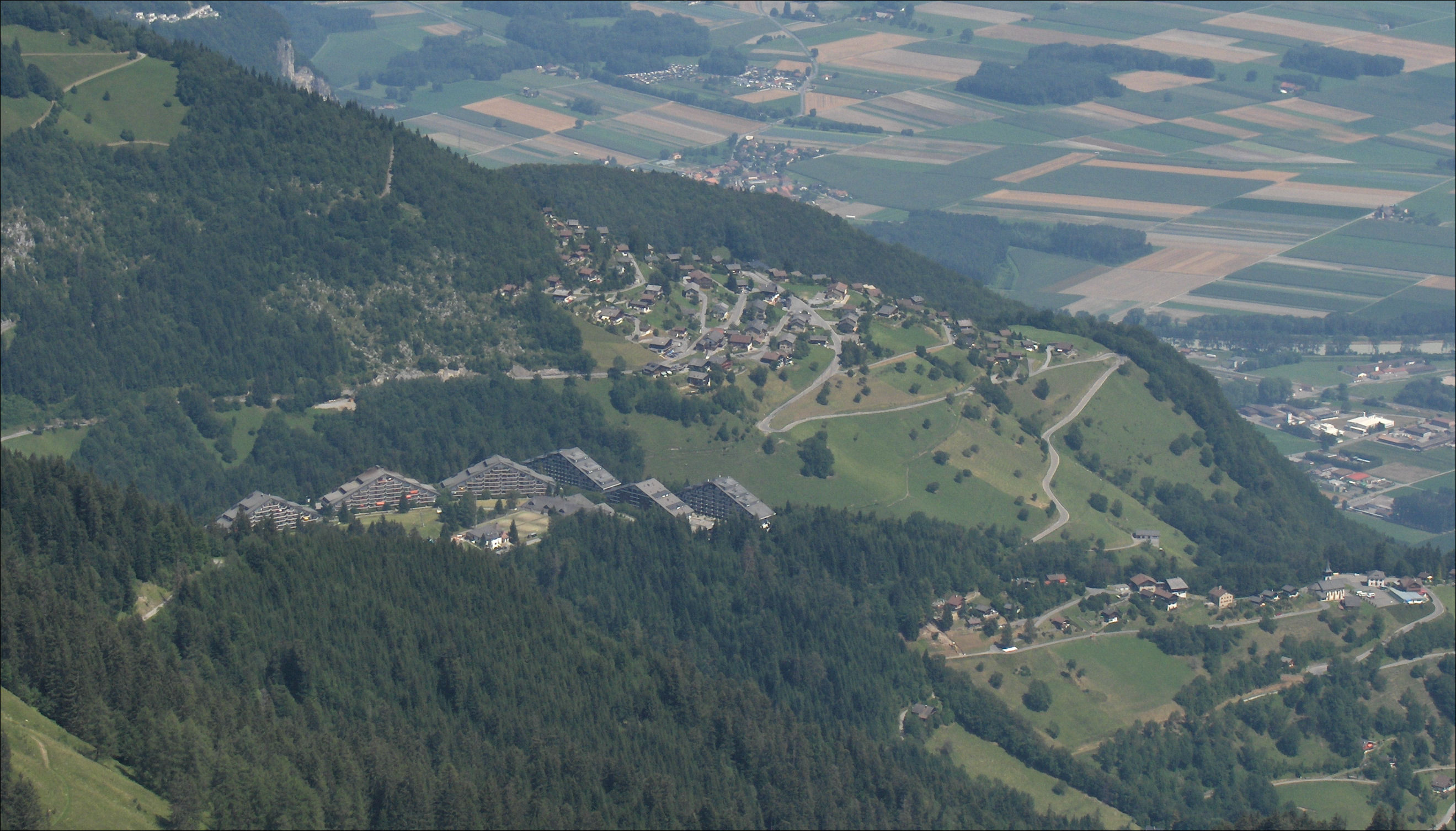
Vue sur la région de Torgon depuis la Tour de Don. Au centre, le village de Torgon. Au centre à gauche, le complexe touristique de la Jorette. En bas à droite, le village de Revereulaz.

Torgon est une localité de montagne située dans le canton du Valais sur la commune de Vionnaz en Suisse. Son domaine skiable fait partie des Portes du Soleil.

## Géographie

### Localités et lieux-dits
- Revereulaz, 989 m
- Plan de Croix, 1 420 m
- La Cheurgne, 1 126 m
- Les Fours, 1 193 m
- Les Fignards, 1 135 m
- Le col du Croix ou col de Reculaz, 1 806 m
- La tête du Tronchey, 1 916 m

## Population et société

### Gentilé et surnom
Les habitants de la localité se nomment les Torgueniouds.
Ils sont surnommés les Russes, probablement en raison de l'ancien nom de la région, Ruscon.

## Station de ski
Le village de Torgon se trouve à une altitude de 1 085 mètres. Sur le versant opposé sont présentes les installations pour les skieurs et les touristes avec notamment l'arrivée de la piste de la « Jorette » (départ à 1 150 mètres). La piste du Tronchey, proche de Tour de Don (1 998 m), peut être atteint depuis Plan de Croix. Au fond de la vallée coule l'Avançon qui arrive dans la plaine peu après le village de Vionnaz en direction de Vouvry. 
Les installations de remontées mécaniques sont propriétés de Télé-Torgon SA. Cette société créée en 1961 est présidée par Xavier Mottet depuis juillet 2010. Actuellement, Télé-Torgon SA loue ses installations à la Société d'Exploitation Touristique de Torgon. On peut distinguer trois secteurs dans le domaine :
- Le secteur Chaux Longe qui assure une liaison directe avec Châtel (la délimitation étant la crête de Chaux Longe). Il est composé majoritairement de téléskis (TK Onnaz, TK Chaux Longe, TK de Tour de Don, TK des Contrebandiers) mais aussi d'un télésiège, le TS4 Barbossine qui amène les skieurs châtelans en provenance du Petit Châtel jusqu'à Torgon.
- Le secteur Plan de Croix : véritable carrefour, c'est là où l'on trouve le plus grand nombre de pistes. Deux arches (TK Djeu des Têtes et TK Conche 2000) assurent la liaison avec la Chapelle d'Abondance. Le TSD4 du Tronchey assure le retour sur le secteur précédent et le TS2 Grands Places permet l'accès au dernier secteur.
- Le secteur de la Jorette qui est surement le secteur où il y a le plus d'activité. Près du village, c'est là où les professeurs de ski donnent leurs cours grâce au TK Fignard. Le TS2 de la Jorette, quant à lui dessert une piste rouge comparable à un stade très attrayante.

Malheureusement après un accident le TS2 des Grands Places est mis hors d'usage suivit du TS2 de la Jorette. Par manque de touriste le TK Fignard ainsi que l'aire pour débutants arrêta de fonctionné. Torgon se situe entre deux autres stations, La Chapelle-d'Abondance et Châtel. C'est donc un pont de passage obligé entre ces deux stations françaises.

### Restructuration du domaine skiable
Pour redynamiser son domaine, un projet qui s'étale a été élaboré. Ce projet a déjà commencé :
- Phase 1 : enneigement artificiel Jorette, aménagements de pistes (phase déjà réalisée) ;
- Phase 2 : enneigement artificiel du Tronchey, aménagement des pistes du Tronchey, lac de retenue (retenue collinaire), nouvelle piste Tronchey-Jorette, suppression du TS Grands Places, création d'un espace ludique au Plan de Croix ;
- Phase 3 : enneigement artificiel de Djeu des Têtes, construction d'un télésiège débrayable 4 places Conche (il remplacera les TK Djeu des Têtes et Conche 2000) pour avoir une liaison efficace avec la Chapelle d'Abondance ;
- Phase 4 : investissement restaurant.

Au total, c'est 23 millions de francs suisses d'investissement. Cependant, la société d'exploitation des remontées mécaniques "Télé-Torgon SA" est en faillite. Ainsi, le plan semble compromis, ou du moins, son aboutissement semble sérieusement improbable.

## Cyclisme
Torgon fut à l'arrivée de deux étapes du Tour de Romandie. La première fois en 1979 lors de la 4e étape avec une victoire de Saronni ; la seconde fois en 2019 lors de la 4e étape à l'issue d'un parcours raccourci et allégé en raison des conditions climatiques. La montée finale a été classée en première catégorie. Elle fut grimpée sous la pluie et à l'arrivée c'est le leader de la course, Primož Roglič, qui remporta l'étape au sprint devant ses rivaux au classement général.